# UFC Fight Night: Felder vs. Hooker
UFC Fight Night: Felder vs. Hooker (även UFC Fight Night 168 och UFC on ESPN+ 26) var en MMA-gala som arrangerades av UFC och ägde rum 23 februari 2020 i Auckland, Nya Zeeland.

## Bakgrund
En match i lättvikt mellan Paul Felder och Dan Hooker stod som huvudmatch.

### Ändringar
En match i lätt tungvikt mellan Tyson Pedro och Vinicius Moreira var planerad till galan, men Pedro drog sig ur tidigt januari på grund av en odefinierad skada. Eftersom Pedro drog sig ur strök UFC hela matchningen och Moreira från kortet.

### Invägning
Vid invägningen streamad på Youtube vägde utövarna följande:
1. ↑  Pitolo vägde inte in, och matchen ströks

## Bonusar
Följande MMA-utövare fick bonusar om 50 000 USD vardera:
- Fight of the Night: Paul Felder vs. Dan Hooker
- Performance of the Night: Jimmy Crute och Priscila Cachoeira